# Haliotis planata
Haliotis planata is een slakkensoort uit de familie van de Haliotidae. De wetenschappelijke naam van de soort werd in 1882 voor het eerst geldig gepubliceerd door George Brettingham Sowerby II.